# 國家孩子
國家孩子是中華人民共和國一部以4名上海孤兒朝鲁、通嘎拉嘎、毕若水和阿腾花為背景的40集電視劇，由上影集团在中共上海市委宣传部指导下创作出品。该剧於2019年9月26日在央视首播，電視劇主演為傅程鹏、杨舒、徐洪浩、王梓桐、熊睿玲、卢勇、霍尔查、赵思源、刘小锋，刘小锋還是該電視劇总出品人和总发行人。該劇导演為巴特尔，编剧為柳桦。2021年3月10日起，该剧在东方卫视白天时段重播。